# Sahti

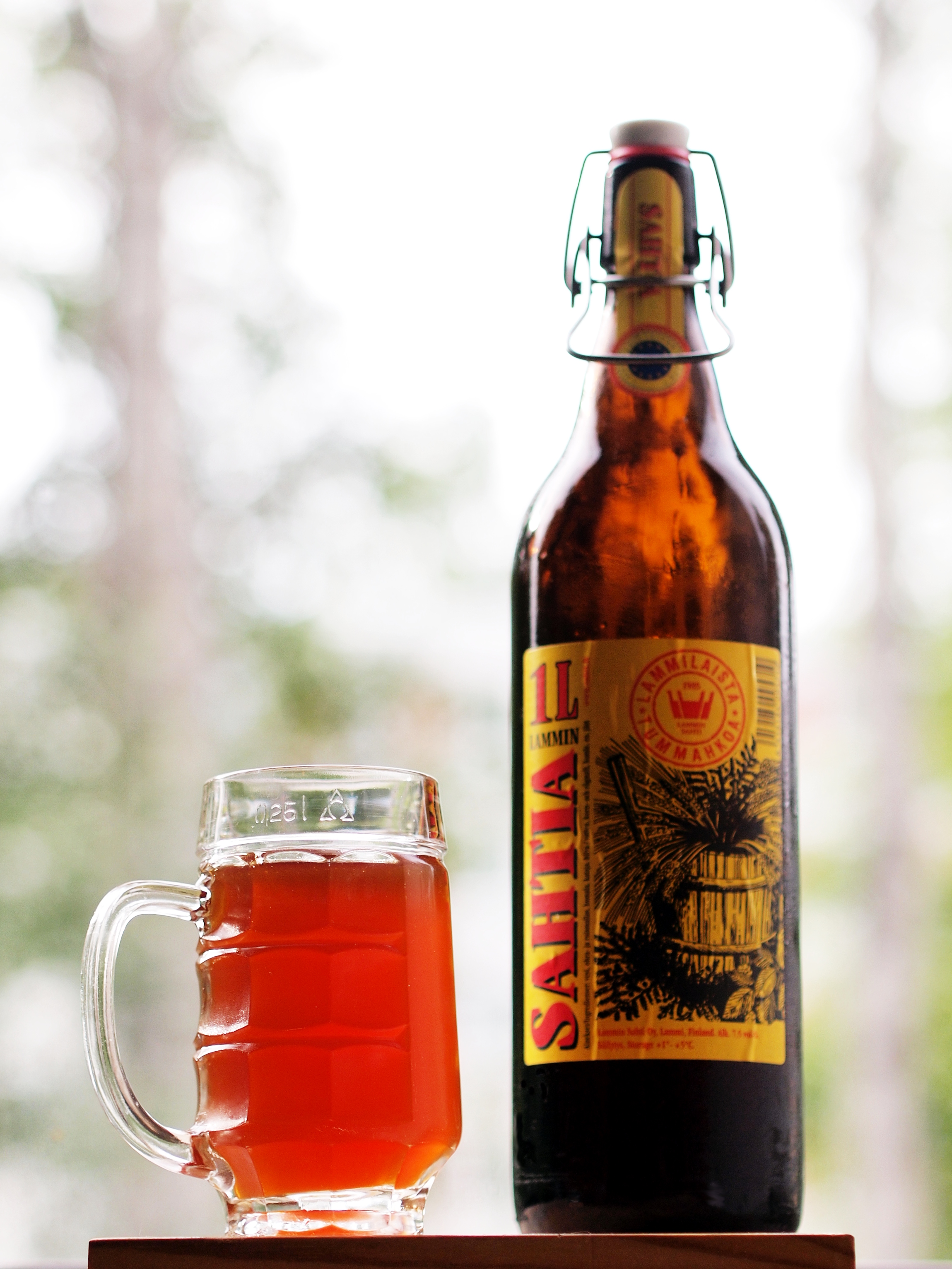
Sahti z pivovaru Lammi

Sahti je typ piva, který se produkuje ve Finsku a na ostrovech Gotland a Saaremaa. Vyrábí se svrchním kvašením ze žita a ječmene nebo starého chleba, pro dochucení i konzervaci se přidává jalovec obecný. Hotové pivo je kalné, s červenohnědou barvou, v chuti připomíná banány díky obsahu isoamylacetátu. Obsah etanolu se pohybuje mezi sedmi a deseti procenty.
Název sahti je odvozován od germánského základu saft (šťáva), tradiční nádoby na jeho výrobu zvané kuurna pocházejí již z devátého století. Sahti má pověst tradičního podomácku vyráběného venkovského nápoje, ale řada finských pivovarů jako Finlandia, Stadin Panimo nebo Panimoravintola je začala vyrábět také průmyslově, stejně jako některé minipivovary v USA a Polsku. Pití tohoto piva je spojováno s použitím sauny, jeho popularita vzrostla v letech 1919–1932, kdy byla ve Finsku vyhlášena prohibice a pijáci byli odkázáni na vlastní zdroje. Finské sahti má chráněné označení původu.